# アビリティーズジャスコ
アビリティーズジャスコ株式会社（Abilities JUSCO Co., Ltd.）は、就労移行支援を行うイオンの障がい者雇用特例子会社。かつてはCDやDVD、書籍などを販売する「スクラム」を運営していた。本社を宮城県仙台市青葉区に置く。

## 概要
1980年12月、重度障がい者のための新しい職場をつくる目的で、日本アビリティーズ（現：アビリティーズ・ケアネット）とジャスコ（現：イオン）の共同出資により設立した企業。ジャスコでは障がい者ができる小売業としてレコードと書籍販売が選ばれた。店舗名の「スクラム」は、健常者と障がい者、社会が互いにスクラムを組んで協力すると言う意味から名付けられた。
1983年4月、宮城県泉市（現在の仙台市泉区）松森に「スクラムブックセンター泉」（後の「スクラム仙台泉店」 2003年に閉店）を開店。かつては北海道・青森県・岩手県・宮城県・秋田県・山形県・福島県・兵庫県に店舗があったが、最後まで営業していた宮城県の店舗が2023年10月をもって閉店。小売業から撤退した。
現在は長年行っていた小売業をベースとした障がい者を対象とした就労移行支援サービスが主事業となり、就労訓練から就労後のアフターケア（定着支援）まで実施している。また、病気などで休職中の方の職場復帰を目的としたリワーク（休職者職場復帰）支援サービスも行われている。
なおグループ名が「イオングループ」になった後も社名に"ジャスコ"を冠したグループ企業が当社以外にも数社存在していたが、フードサプライジャスコはイオンフードサプライに、九州ジャスコはグループ会社数社を統合しイオン九州に、琉球ジャスコ（沖縄県内のイオン・マックスバリュ等を運営）はイオン琉球に商号変更したため、社名に"ジャスコ"を冠したイオングループの企業は当社のみとなった。

## 沿革
- 1980年（昭和55年）12月18日 - 東京都渋谷区に会社設立。
- 1983年（昭和58年）
  - 4月29日 - 宮城県泉市に第1号店となる「スクラムブックセンター泉」オープン。
  - 7月 - 特例子会社の認可を受ける。
- 1988年（昭和63年）9月 - 兵庫県神崎郡香寺町に第2号店となる「ブックバーン香寺店」オープン。
- 1991年（平成3年）8月 - 「ブックバーン香寺店」閉店。
- 1995年（平成7年）8月3日 - 「スクラム大河原店」オープン。
- 1999年（平成11年）3月17日 - 「スクラム古川店」オープン。
- 2002年（平成14年）
  - 6月 - 本社を宮城県仙台市青葉区に移転。
  - 11月29日 - 「スクラム東根店」オープン。
- 2003年（平成15年）
  - 3月5日 - 「スクラム仙台泉店」閉店。
  - 4月17日 - 「スクラム仙台富谷店」オープン。
- 2004年（平成16年）
  - 7月30日 - 「スクラム札幌桑園店」オープン。
  - 11月 - 「スクラム元町店」オープン。
- 2005年（平成17年） - 「スクラム利府店」オープン。
- 2006年（平成18年）
  - 9月15日 - 「スクラム盛岡南店」オープン。
  - 10月26日 - 「スクラム発寒店」オープン。
- 2007年（平成19年）
  - 本社を宮城県宮城郡利府町に移転。
  - 2月18日 - 「スクラム元町店」閉店。
  - 3月30日 - 「スクラム石巻店」オープン。
- 2008年（平成20年）
  - 8月20日 - 「スクラム発寒店」閉店。
  - 9月 - 「スクラム仙台中山店」オープン。
  - 10月20日 - 「スクラム札幌桑園店」閉店。
- 2009年（平成21年）9月6日 - 「スクラム盛岡南店」閉店。
- 2012年（平成24年）
  - 4月7日 - 「スクラム大館店」オープン。
  - 5月19日 - 「スクラム鏡石店」オープン。
  - 12月8日 - 「スクラム八戸城下店」オープン。
- 2015年（平成27年）
  - 1月23日 - 「スクラム仙台中山店」閉店。
  - 2月20日 - 「スクラム富谷店」閉店。
  - 4月10日 - 「スクラム八戸城下店」閉店。
- 2016年（平成28年）
  - 1月30日 - 「スクラム石巻店」閉店。
  - 2月9日 - 「スクラム利府店」閉店。
  - 2月16日 - 「スクラム東根店」閉店。
- 2022年（令和4年）7月20日 - 「スクラム大河原店」閉店。
- 2023年（令和5年）
  - 5月21日 - 「スクラム鏡石店」閉店。
  - 9月18日 - 「スクラム大館店」閉店。
  - 10月22日 - 「スクラム古川店」閉店。小売業から撤退し、就労移行支援事業へ一本化する。

## 店舗/事業所
2025年5月現在、宮城県・千葉県・東京都・神奈川県に全8か所の事業所を運営している。
詳細は、公式サイト内センター一覧を参照のこと。